# زینگن
شهر زینگن (به آلمانی: Singen) در ایالت بادن-وورتمبرگ در کشور آلمان واقع شده‌است.